# Volta a Eslovènia 2014

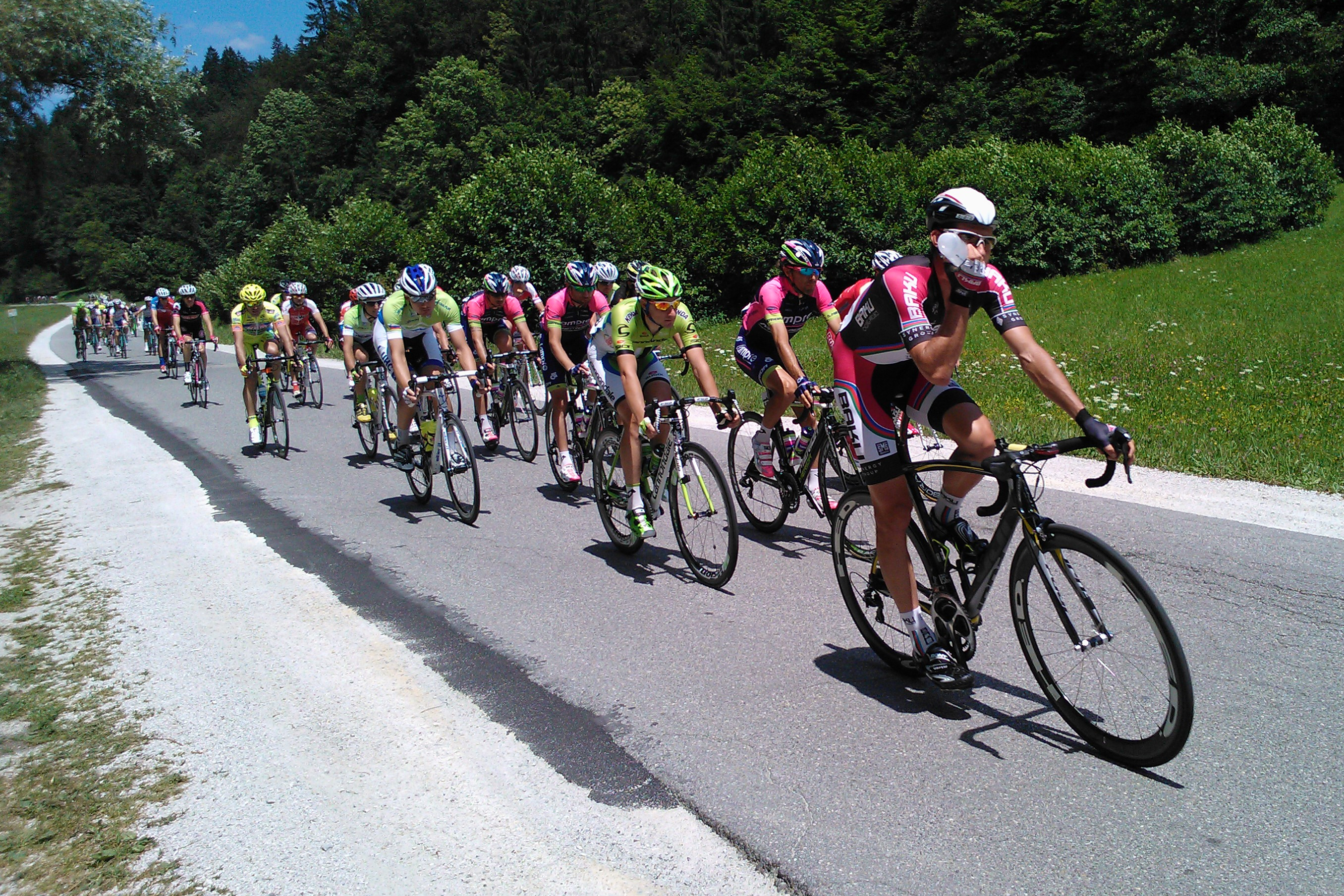
Imatge del Tour d'Eslovènia.

La Volta a Eslovènia 2014, 21a edició de la Volta a Eslovènia, es disputà entre el 19 i el 22 de juny de 2014 sobre un recorregut de 514,5  km repartits entre quatre etapes, amb inici a Ljubljana i final a Novo Mesto. La cursa formava part del calendari de l'UCI Europa Tour 2014, amb una categoria 2.1.
El vencedor fou el portuguès Tiago Machado (NetApp-Endura), per davant Ilnur Zakarin (RusVelo) i Matteo Rabottini (Neri Sottoli), segon i tercer respectivament. Michael Matthews (Orica-GreenEDGE) guanyà la classificació per punts, Klemen Štimulak (Adria Mobil), Simon Yates (Orica-GreenEDGE) la dels joves i el Bardiani CSF la dels equips.

## Equips
L'organització convidà a prendre part en la cursa a quatre equips World Tour, set equips continentals professionals, sis equips continentals i un equip nacional:
equips World TourCannondale, Team Katusha, Lampre-Merida, Orica-GreenEDGE
equips continentals professionalsGW Erco Shimano, Bardiani CSF, Colombia, Neri Sottoli, NetApp-Endura, RusVelo, Topsport Vlaanderen-Baloise
equips continentalsAdria Mobil, Radenska, Area Zero, Meridiana Kamen, Synergy Baku, Vini-Fantini-Nippo
equips nacionalSelecció d'Eslovènia

## Etapes
| Etapa | Data       | Recorregut                     |                           | Km       | Vencedor d'etapa                 | Líder de la general    | Ref.  |
| ----- | ---------- | ------------------------------ | ------------------------- | -------- | -------------------------------- | ---------------------- | ----- |
| 1a    | 19 de juny | Ljubljana - Ljubljana          | contrarellotge individual | 8,8 km   | Michael Matthews (AUS)           | Michael Matthews (AUS) | [ 3 ] |
| 2a    | 20 de juny | Ribnica - Kočevje              | Etapa de mitja muntanya   | 160,7 km | Sonny Colbrelli (ITA)            | Michael Matthews (AUS) | [ 4 ] |
| 3a    | 21 de juny | Rogaška Slatina - Trije Kralji | Etapa de muntanya         | 192 km   | Francesco Manuel Bongiorno (ITA) | Tiago Machado (POR)    | [ 5 ] |
| 4a    | 22 de juny | Škofja Loka - Novo Mesto       | Etapa de mitja muntanya   | 153 km   | Elia Viviani (ITA)               | Tiago Machado (POR)    | [ 1 ] |

## Classificació final
|    | Ciclista                         | Equip                       | Temps       |
| -- | -------------------------------- | --------------------------- | ----------- |
| 1  | Tiago Machado (POR)              | NetApp-Endura               | 12h 44' 58" |
| 2  | Ilnur Zakarin (RUS)              | RusVelo                     | + 23"       |
| 3  | Matteo Rabottini (ITA)           | Neri Sottoli                | + 33"       |
| 4  | Kristjan Koren (SLO)             | Cannondale                  | + 35"       |
| 5  | Francesco Manuel Bongiorno (ITA) | Bardiani CSF                | + 37"       |
| 6  | Damiano Caruso (ITA)             | Cannondale                  | + 52"       |
| 7  | Simon Yates (GBR)                | Orica-GreenEDGE             | + 55"       |
| 8  | Eliot Lietaer (BEL)              | Topsport Vlaanderen-Baloise | + 1' 10"    |
| 9  | Jure Golčer (SLO)                | Eslovènia                   | + 1' 27"    |
| 10 | Artiom Ovetxkin (RUS)            | RusVelo                     | + 1' 37"    |